# Telusa Veainu
Koloti Telusa Pelaki Veainu (* 26. prosince 1990 Kawakawa) je tonžský ragbista, který hraje jako křídlo a zadák. Hraje za anglický klub Doncaster Knights.
Třikrát se stal vítězem novozélandské ligy s Crusaders (2010–2012). V sezoně 2015/16 byl vybrán do sestavy roku anglické ligy jako hráč Leicesteru Tigers.
Stal se mistrem světa do dvaceti let v roce 2010 jako hráč Nového Zélandu. Na turnaji dokázal položit pět pětek, z toho tři ve finále. Nakonec se rozhodl reprezentovat Tongu, za kterou může hrát kvůli původu svých rodičů. Poprvé ji reprezentoval v červenci 2015 proti Fidži, kde za ni položil i první pětku.
Zúčastnil se MS 2015 a MS 2019. Na světových šampionátech položil pět pětek, odehrál sedm zápasů a všechny v základní sestavě. Jen proti Anglii na MS 2019 chyběl.